# Álomsuli
Az Álomsuli (eredeti cím: Breaker High) egy 1997-től 1998-ig futott kanadai–amerikai televíziós sorozat, amelyet Cori Stern készített. Az USA-ban és Kanadában az UPN és YTV vetítette le 1997. szeptember 15-től 1998. március 30-ig. Magyarországon a Fox Kids vetítette le.

## Cselekmény
A műsor nyolc tizenéves diákról szól, akik egy üdülőhajó hajón töltik az életét, és körbeutazzák a különböző kontinenseket.

## Stáblista
- Rachel Wilson – Tamira Goldstein
- Ryan Gosling – Sean Hanlon
- Terri Conn – Ashley Dupree
- Tyler Labine – Jimmy Farrell
- Scott Vickaryus – Max Ballard
- Persia White – Denise Williams
- Wendi Kenya – Cassidy Cartwright
- Kyle Alisharan – Alex Pineda

## Epizódok
A műsor 1 évadot ért meg, 44 epizóddal.
| N/o       | Angol cím                                            | magyar cím                        |  |
| --------- | ---------------------------------------------------- | --------------------------------- |  |
|           |                                                      |                                   |  |
| Első évad |                                                      |                                   |  |
|           |                                                      |                                   |  |
| 01        | Sun Ahso Rises                                       | Nippon szelleme                   |  |
|           |                                                      |                                   |  |
| 02        | Pranks for the Memories                              | Gegek ura                         |  |
|           |                                                      |                                   |  |
| 03        | Mayhem on the Orient Distress                        | Keleti kaland                     |  |
|           |                                                      |                                   |  |
| 04        | Don't Get Curried Away                               | Most vagy soha                    |  |
|           |                                                      |                                   |  |
| 05        | Kenya Dig It?                                        | Maszáj, de ha nem muszáj          |  |
|           |                                                      |                                   |  |
| 06        | Tomb with a View                                     | Sír kilátással                    |  |
|           |                                                      |                                   |  |
| 07        | Radio Daze                                           | Hőhullám                          |  |
|           |                                                      |                                   |  |
| 08        | Beware of Geeks Baring Their Gifts                   | Görög örömök                      |  |
|           |                                                      |                                   |  |
| 09        | Belly of the Beast                                   | Bazári majmok                     |  |
|           |                                                      |                                   |  |
| 10        | Rooming Violations                                   | Zsák a foltját                    |  |
|           |                                                      |                                   |  |
| 11        | Chateau L'Feet J'mae                                 | Az alma nem esik messze a fájától |  |
|           |                                                      |                                   |  |
| 12        | Out with the Old, In with the Shrew                  | Érzelmi viharok                   |  |
|           |                                                      |                                   |  |
| 13        | Tamira is Another Day                                | Egy amerikai zenész Párizsban     |  |
| 14        | For Pizza's Sake                                     | Előjáték egy pizzapartihoz        |  |
|           |                                                      |                                   |  |
| 15        | Kissin' Cousins                                      | Kinek nem rokona, ne vegye magára |  |
|           |                                                      |                                   |  |
| 16        | The Caber Guy                                        | A rivális                         |  |
|           |                                                      |                                   |  |
| 17        | When In Rome...                                      | Kinek a herceg, kinek a?          |  |
|           |                                                      |                                   |  |
| 18        | Silence of the Lamborghini                           | Átmeneti tudatzavar               |  |
|           |                                                      |                                   |  |
| 19        | All Seeing Bull's Eye                                | A mindent látó szem               |  |
|           |                                                      |                                   |  |
| 20        | Squall's Well that Ends Well                         | Jóban, rosszban, viharban         |  |
|           |                                                      |                                   |  |
| 21        | That Lip-Synching Feeling                            | Csillag születik                  |  |
|           |                                                      |                                   |  |
| 22        | Yoo Hoo, Mr. Palace Lifeguard                        | London rémei                      |  |
|           |                                                      |                                   |  |
| 23        | Two Seans Don't Make a Right                         | Seanból is megárt a sok           |  |
|           |                                                      |                                   |  |
| 24        | Tamira Has Two Faces                                 | Tamira két arca                   |  |
|           |                                                      |                                   |  |
| 25        | Swiss You Were Here                                  | Fagyos viszonyok                  |  |
| 26        | A Funny Thing Happened on the Way to the Post Office | Hárman párban                     |  |
|           |                                                      |                                   |  |
| 27        | Some You Win, Some You Luge                          | Egyszer hopp, máskor kopp!        |  |
|           |                                                      |                                   |  |
| 28        | Stowing Pains                                        | Se vele, se nélküle               |  |
|           |                                                      |                                   |  |
| 29        | Moon Over Tamira                                     | Szakítópróba                      |  |
|           |                                                      |                                   |  |
| 30        | He Shoots, He Scores                                 | Aki mer, az nyer                  |  |
|           |                                                      |                                   |  |
| 31        | Jimmy Behaving Badly                                 | Jimmy, a kullancs                 |  |
|           |                                                      |                                   |  |
| 32        | Regret Me Nots                                       | Tévedni emberi dolog              |  |
|           |                                                      |                                   |  |
| 33        | New Kids on the Deck                                 | Szerelem első látásra             |  |
|           |                                                      |                                   |  |
| 34        | Six Degrees of Humiliation                           | New York útvesztői                |  |
|           |                                                      |                                   |  |
| 35        | Don't Go Breakin' My Art                             | Nagy művészek, ha találkoznak     |  |
|           |                                                      |                                   |  |
| 36        | Worth Their Waste in Gold                            | Aranyásók Floridában              |  |
|           |                                                      |                                   |  |
| 37        | The Deck's Files                                     | X.Y. akták                        |  |
|           |                                                      |                                   |  |
| 38        | Rasta La Vista                                       | Rasta La Vista                    |  |
|           |                                                      |                                   |  |
| 39        | Max-He-Can Hat Dance                                 | A táncparkett ördögei             |  |
|           |                                                      |                                   |  |
| 40        | Kiss of the Shy-er Woman                             | Egy csók és más semmi             |  |
|           |                                                      |                                   |  |
| 41        | Lord of the Butterflies                              | Pillangós kisasszony              |  |
|           |                                                      |                                   |  |
| 42        | Chile Dog                                            | Csalódások országa                |  |
|           |                                                      |                                   |  |
| 43        | Heartbreaker High                                    | Szívbántalmak                     |  |
|           |                                                      |                                   |  |
| 44        | To Kill a Mocking Nerd                               | Háborúban mindent lehet           |  |
|           |                                                      |                                   |  |